# Handrad
Ein Handrad ist ein  Maschinenelement für die Übertragung von Drehbewegungen auf eine Maschine von Hand. Handräder werden beispielsweise an Armaturen, Werkzeugmaschinen und für den Notbetrieb an Getriebemotoren eingesetzt. Manchmal erhalten sie auch einen Handgriff für die leichtere Übertragung schneller Drehbewegungen, wodurch aus dem Handrad eine Handkurbel wird. Je nach dem abzusperrenden Medium sind die Handräder von Schiebern und Ventilen verschiedenartig ausgebildet. So kann man sofort erkennen, ob es sich um Luft, Dampf, Gas oder Wasser handelt, das sich in einem Rohrleitungssystem befindet. Mitlaufende Handräder (zum Beispiel an Werkzeugmaschinen) müssen wegen der Verletzungsgefahr geschlossen (ohne Speichen) ausgeführt sein. Handräder unterliegen der nationalen Norm DIN 950.
Weitere häufige Verwendung von Handrädern sind die Sitz-Rückenlehnen-Neigungsverstellungen im Personenkraftwagen.

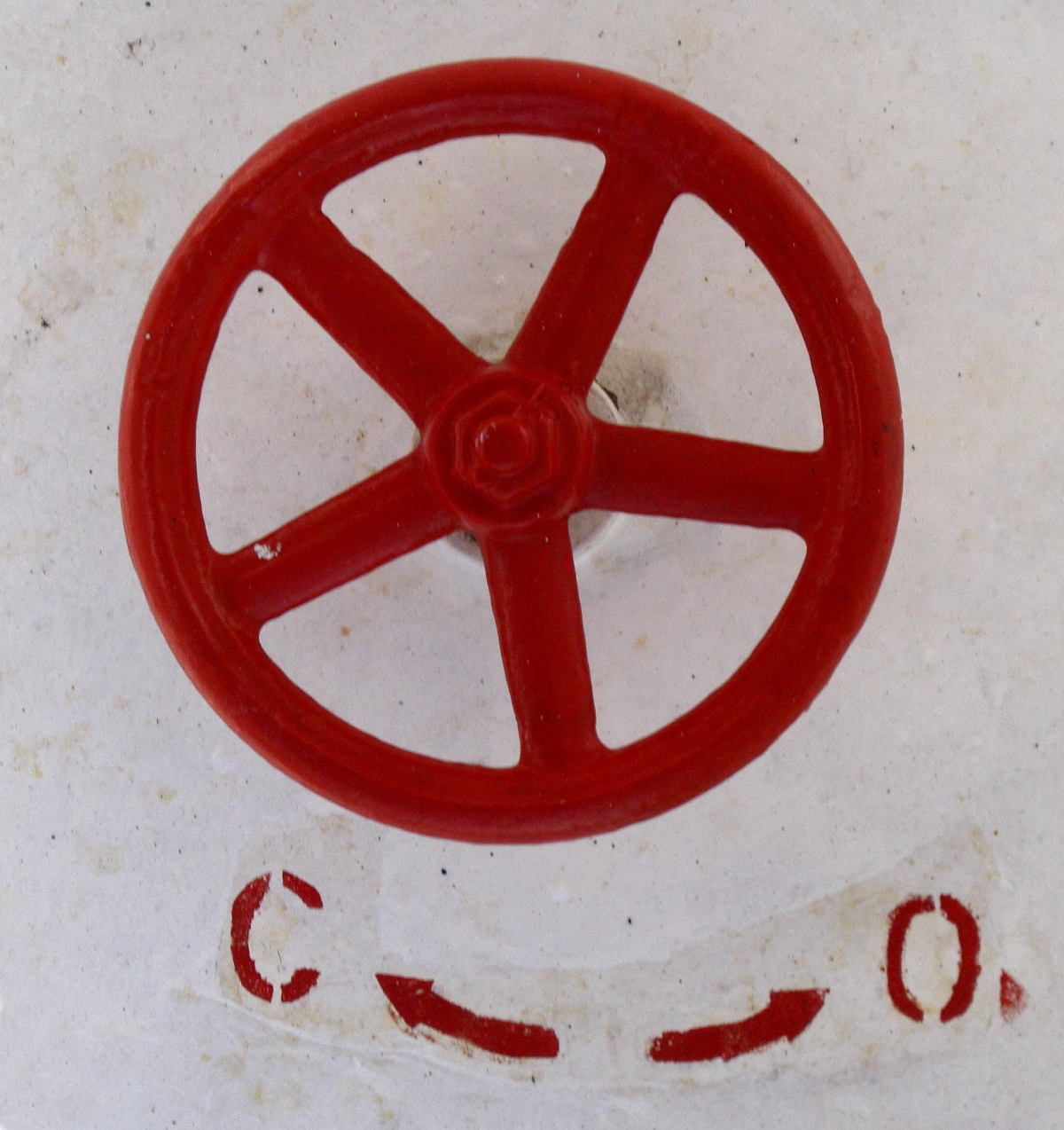
Handrad zur Bedienung eines Ventils
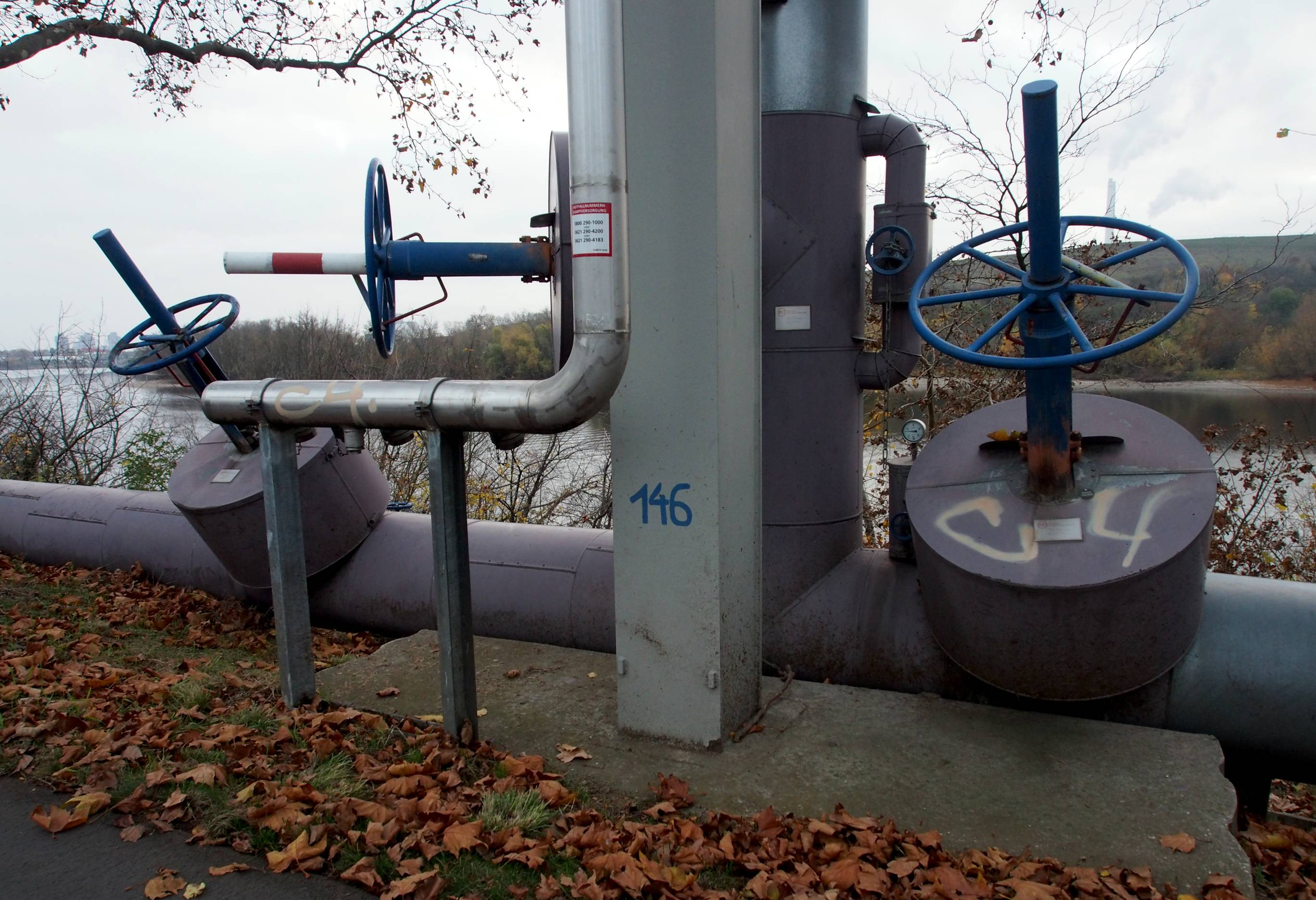
Große Handräder an einer Ferndampfleitung
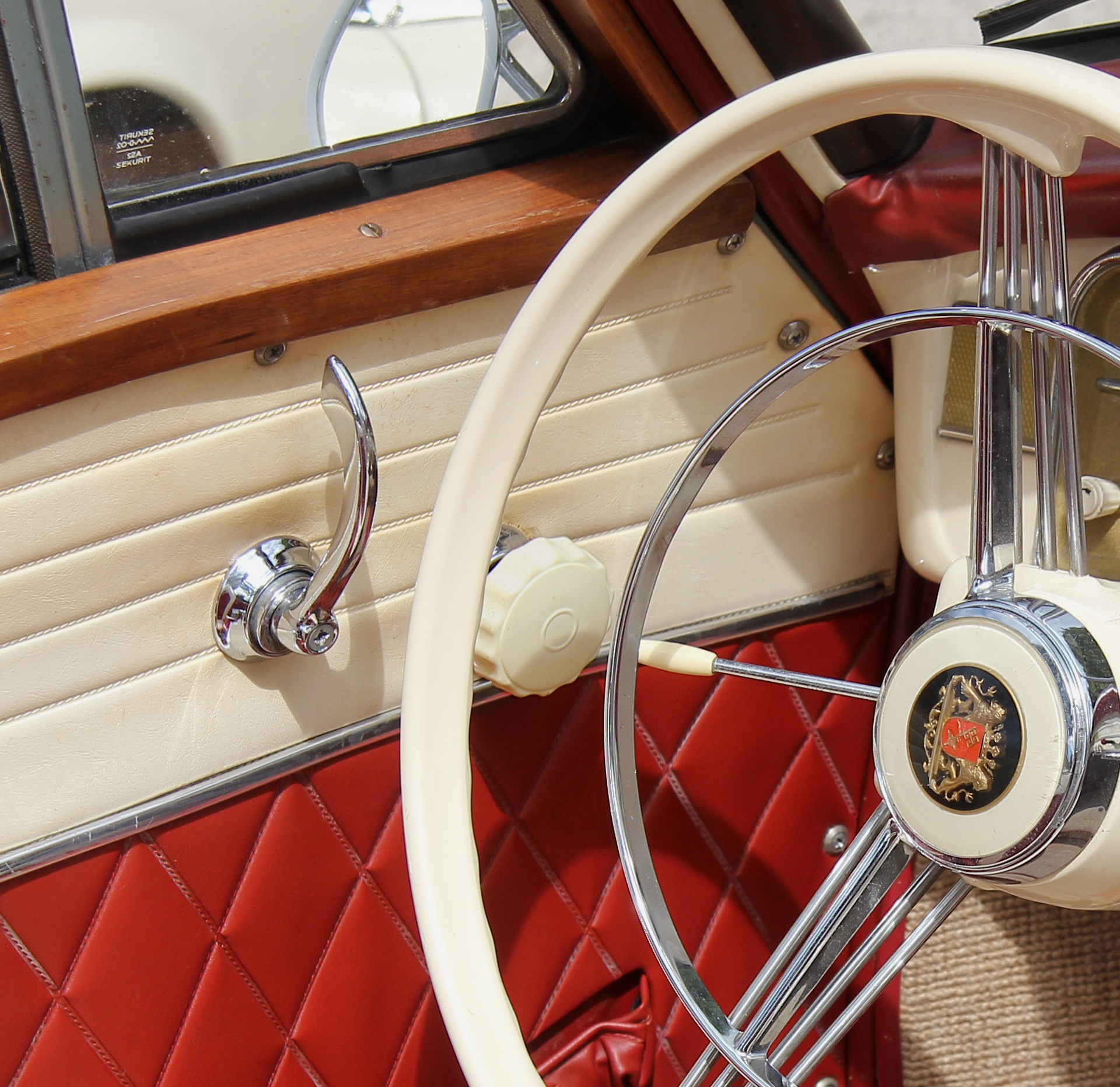
Türgriff und Handrad zum Öffnen und Schließen des Dreiecksfensters
Schiffsteuerrad
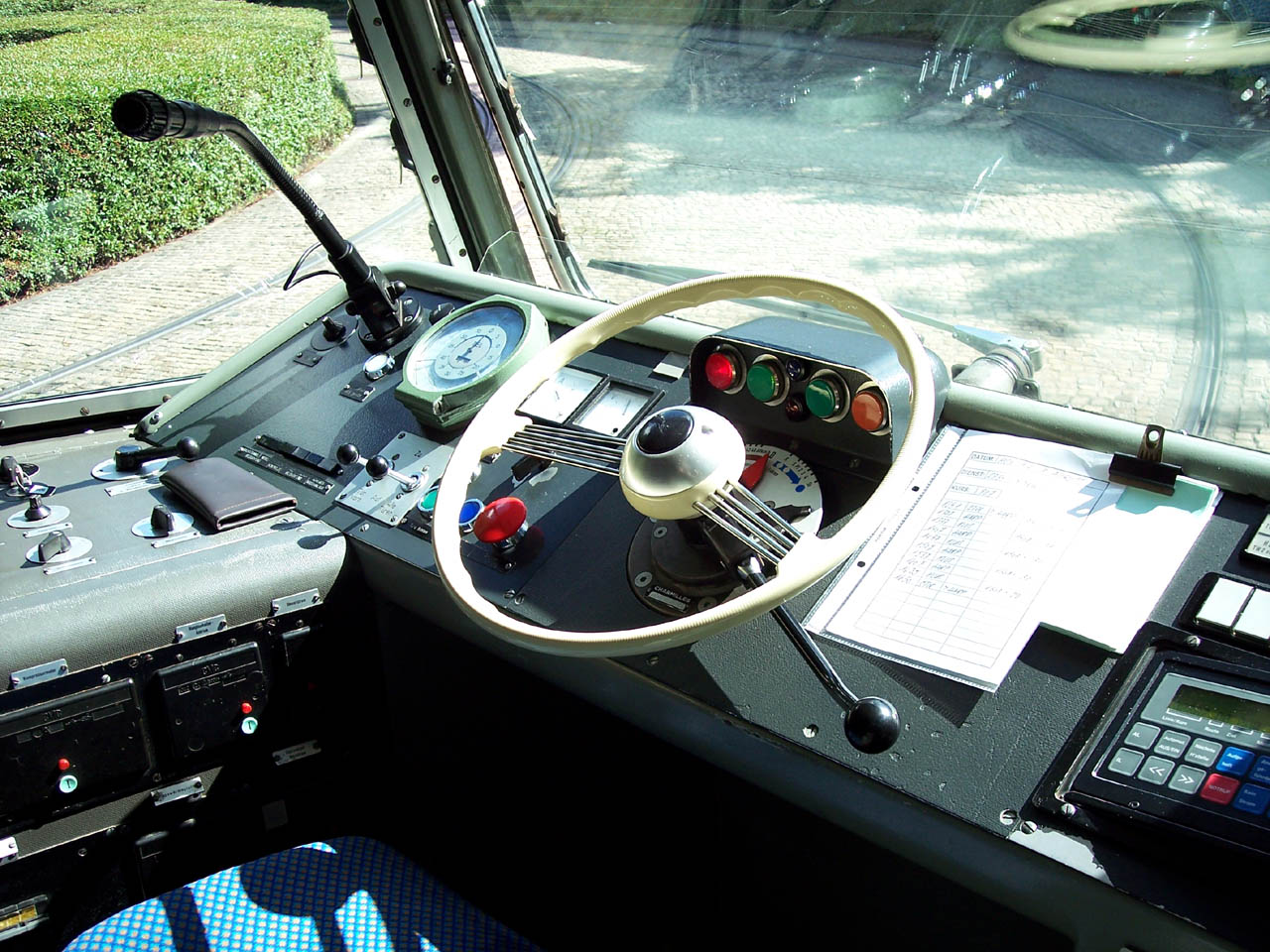
Steuerung eines Straßenbahn-Fahrschalters per Handrad

## Lenk- oder Steuerrad
Eine abgewandelte Form des Handrades ist das Lenkrad zur Lenkung eines Fahrzeuges oder eines Gamecontrollers.